# Madeleine Bordallo

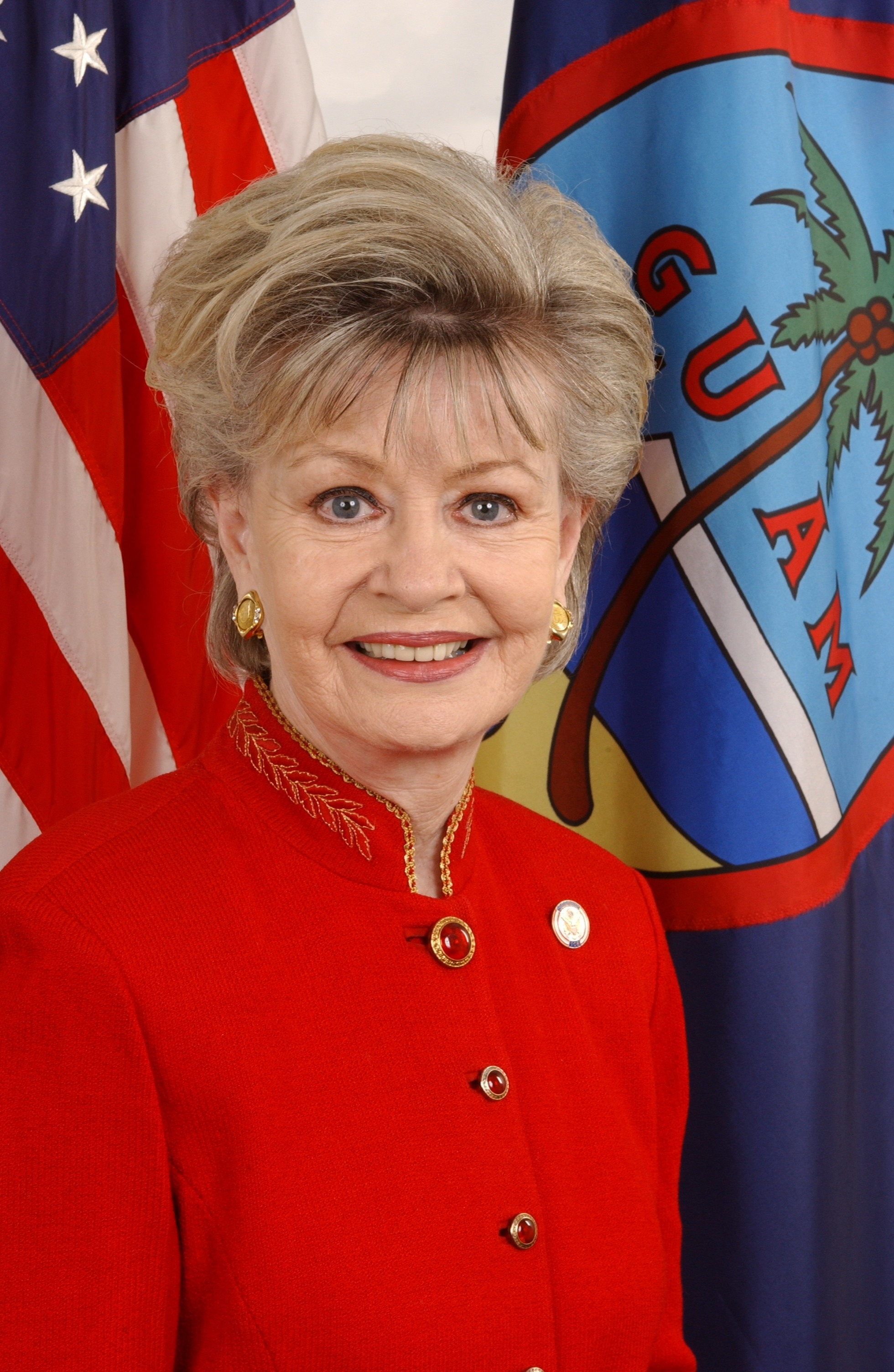
Madeleine Bordallo

Madeleine Z. Bordallo (* 31. Mai 1933 in Graceville, Minnesota) ist eine US-amerikanische Politikerin der Demokratischen Partei. Vom 3. Januar 2003 bis zum 3. Januar 2019 war sie die offizielle, jedoch nicht stimmberechtigte, Delegierte des „organisierten nichtinkorporierten Territoriums Guam“ (organized unincorporated Territory of Guam) im US-Repräsentantenhaus. Außer Guam sind noch fünf weitere Territorien der Vereinigten Staaten im Repräsentantenhaus durch nicht stimmberechtigte Delegierte vertreten. Diese insgesamt sechs Delegierten können in Ausschusssitzungen Stimmrecht haben, nicht aber bei Abstimmungen im Plenum des Repräsentantenhauses.
Bordallo war früher bereits Mitglied der Legislative von Guam (Legislature of Guam, Liheslaturan Guåhan) gewesen, kandidierte dann 1990 erfolglos für das Gouverneursamt und war von 1995 bis 2002 stellvertretende Gouverneurin. Sie war die erste Frau, die Guam im US-Kongress vertritt. Im Jahr 2018 verlor sie die innerparteiliche Nominierung der Demokraten gegen Michael San Nicolas und schied damit im Januar 2019 aus dem Kongress aus.
Ihr späterer Ehemann, Ricardo Bordallo, war von 1975 bis 1979 und von 1983 bis 1987 Gouverneur von Guam.